# Cyanocorax sanblasianus
La ghiandaia di San Blas (Cyanocorax sanblasianus (Lafresnaye, 1842)) è un uccello passeriforme della famiglia dei corvidi.

## Etimologia
Il nome scientifico della specie, sanblasianus, è un riferimento alla città messicana di San Blas, sita nell'area in cui l'animale vive: il nome comune di questi uccelli altro non è che la traduzione di quello scientifico.

## Descrizione

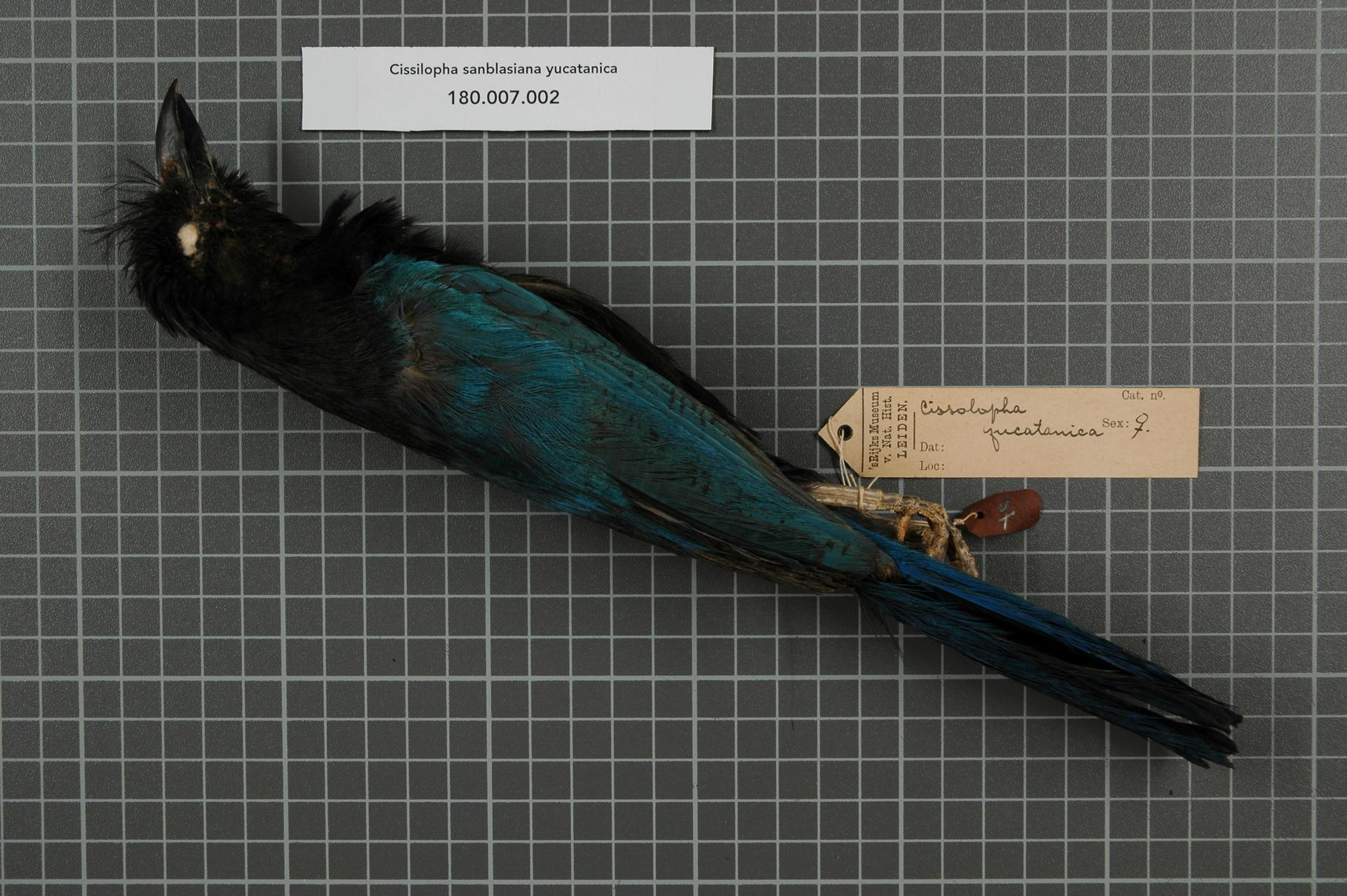
Veduta laterale di esemplare impagliato.

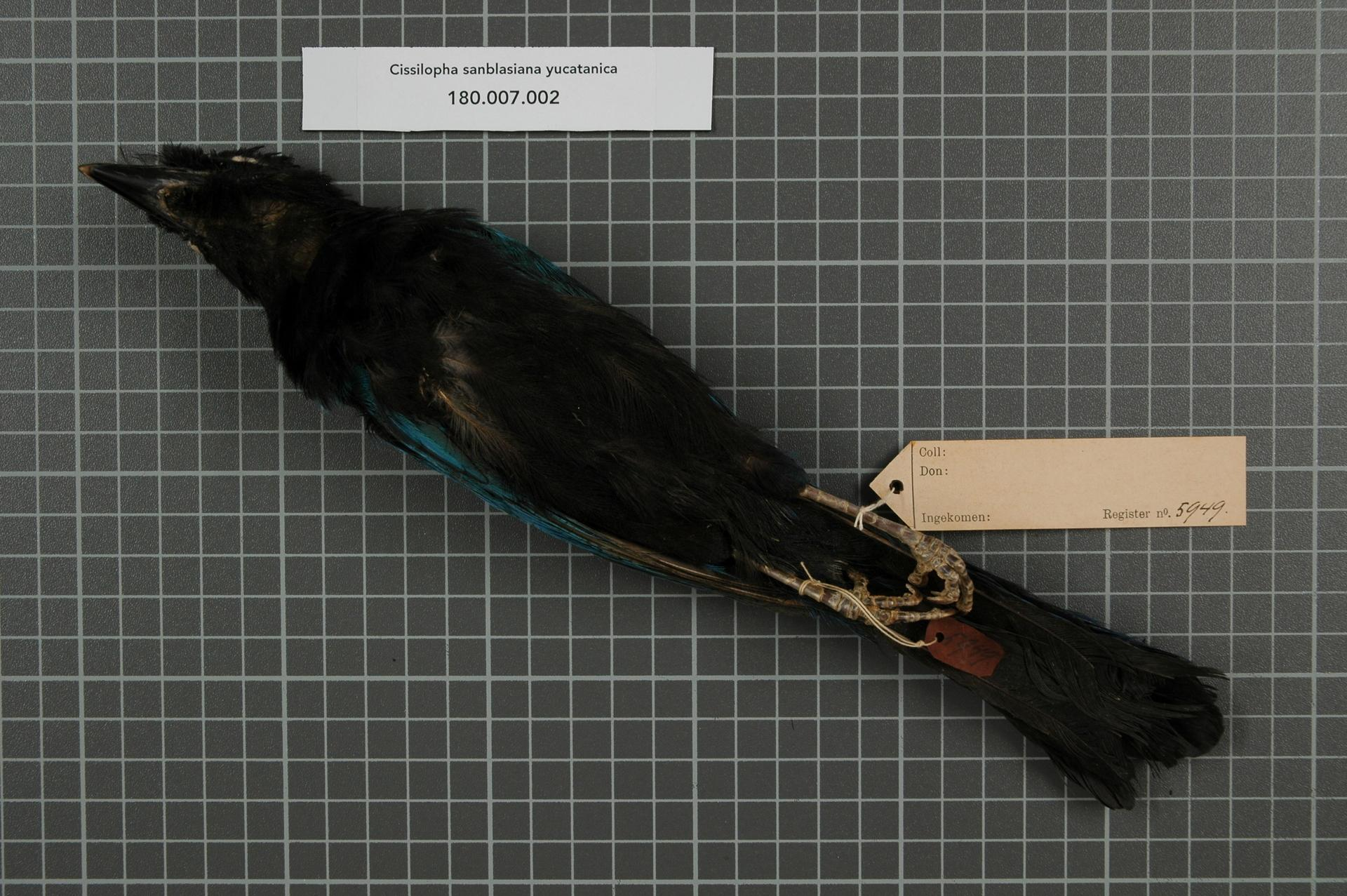
Veduta ventrale di esemplare impagliato.

### Dimensioni
Misura 27-35 cm di lunghezza, per 92-122 g di peso.

### Aspetto
Si tratta di uccelli dall'aspetto robusto ma slanciato, con grossa testa ovale e allungata, becco forte e conico dall'estremità lievemente adunca, grandi occhi, lunghe ali digitate, coda allungata e forti zampe artigliate. Le penne della fronte sono erettili come quelle delle ghiandaie eurasiatiche, alle quali l'aspetto di questi uccelli ricchiama non poco. Notevole è anche la somiglianza all'affine (e secondo alcuni conspecifica) ghiandaia cespugliosa, dalla quale questi uccelli si distinguono per il ventre nero anziché blu e la cresta più lunga e liscia anziché arricciata.
Il piumaggio si presenta di colore nero lucido su testa, collo, spalle, petto, ventre, fianchi e coda, mentre dorso, ali e codione sono di colore blu-azzurro iridescente, con presenza di riflessi grigio-cannella proprio sulle ali.

Non è presente alcuna forma di dimorfismo sessuale, né nella taglia, né nella colorazione.
Il becco e le zampe sono di colore nero, mentre gli occhi sono di colore ambrato.

## Biologia
Si tratta di uccelli dalle abitudini di vita diurne e gregarie, che vivono in piccoli stormi composti da un numero di individui che può raggiungere le trenta unità, generalmente strutturato in 6-10 coppie riproduttrici e dai loro figli di una o due covate precedenti. CIascun gruppo occupa un proprio territorio, e l'interazione coi gruppi delle zone confinanti è molto limitata: questi uccelli passano la maggior parte della giornata alla ricerca di cibo al suolo o fra i cespugli, riunendosi verso sera sugli alberi per passare la notte al sicuro da eventuali predatori.
I vari membri di uno stesso stormo si tengono in contatto vocale quasi continuo fra loro, mediante dei richiami piuttosto monotoni, corti, acuti e nasali.

### Alimentazione
La ghiandaia di San Blas è un uccello onnivoro, che si ciba in prevalenza di grossi insetti (in special modo cavallette verdi) ed altri invertebrati e delle loro larve, nonché da bacche e piccoli frutti maturi: questi uccelli, inoltre, si cibano anche di piccoli vertebrati, come gli anolidi e le uova e i nidiacei di piccoli uccelli, come la tortorina rossiccia.

### Riproduzione
Si tratta di uccelli monogami, nei quali le coppie rimangono assieme per la vita: la stagione riproduttiva comincia verso la fine di maggio e prosegue fino ai primi di agosto, vedendo due periodi di nidificazione distinti, con le coppie che si riproducono nell'uno che aiutano quelle che si riproducono nell'altro.
Le varie coppie riproduttive di uno stesso stormo tendono a nidificare in un raggio ristretto, spesso su uno stesso albero: spesso come sito di nidificazione viene scelta la corona di una palma.

Il nido, a forma di coppa, viene costruito con rametti intrecciati e foderato internamente con fibre vegetali: al suo interno, la femmina depone 3-4 uova bianco-grigiastre con screziature brune, che provvede a covare per circa 18 giorni, alternandosi con altre femmine non riproduttive. I pulli, ciechi ed implumi alla schiusa, vengono accuditi e imbeccati da ambedue i genitori (talvolta coadiuvati dagli altri membri dello stormo) fino a circa tre settimane dalla schiusa, quando s'involano e divengono un "bene" comune dello stormo, venendo accuditi da tutti i suoi membri ed a loro volta partecipando nell'allevamento dei nuovi nidiacei fino a quando non cominciano a riprodursi a loro volta, cosa che avviene in genere a partire dal terzo anno d'età.

## Distribuzione e habitat

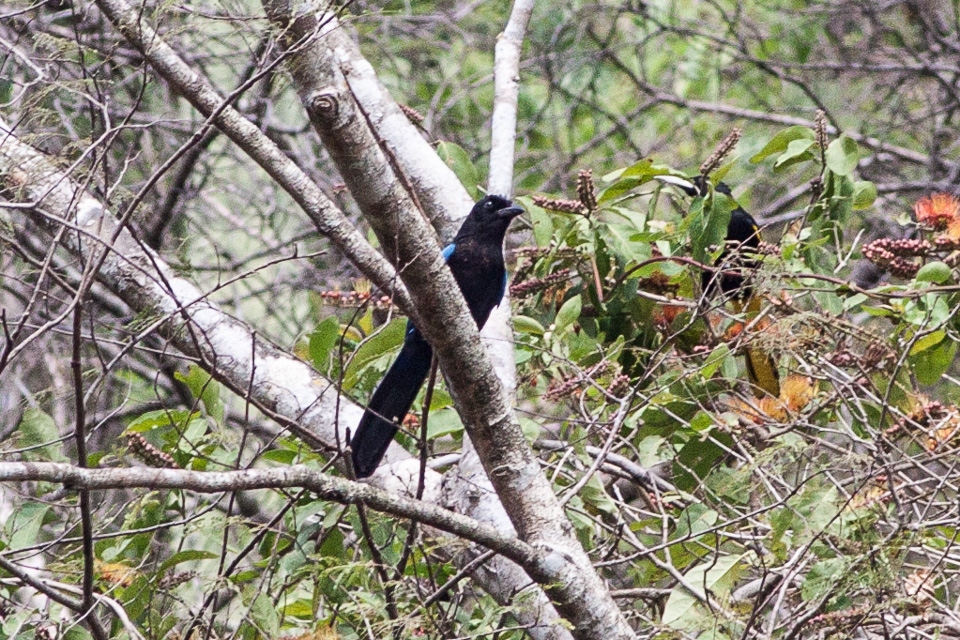
Esemplare nel Jalisco.

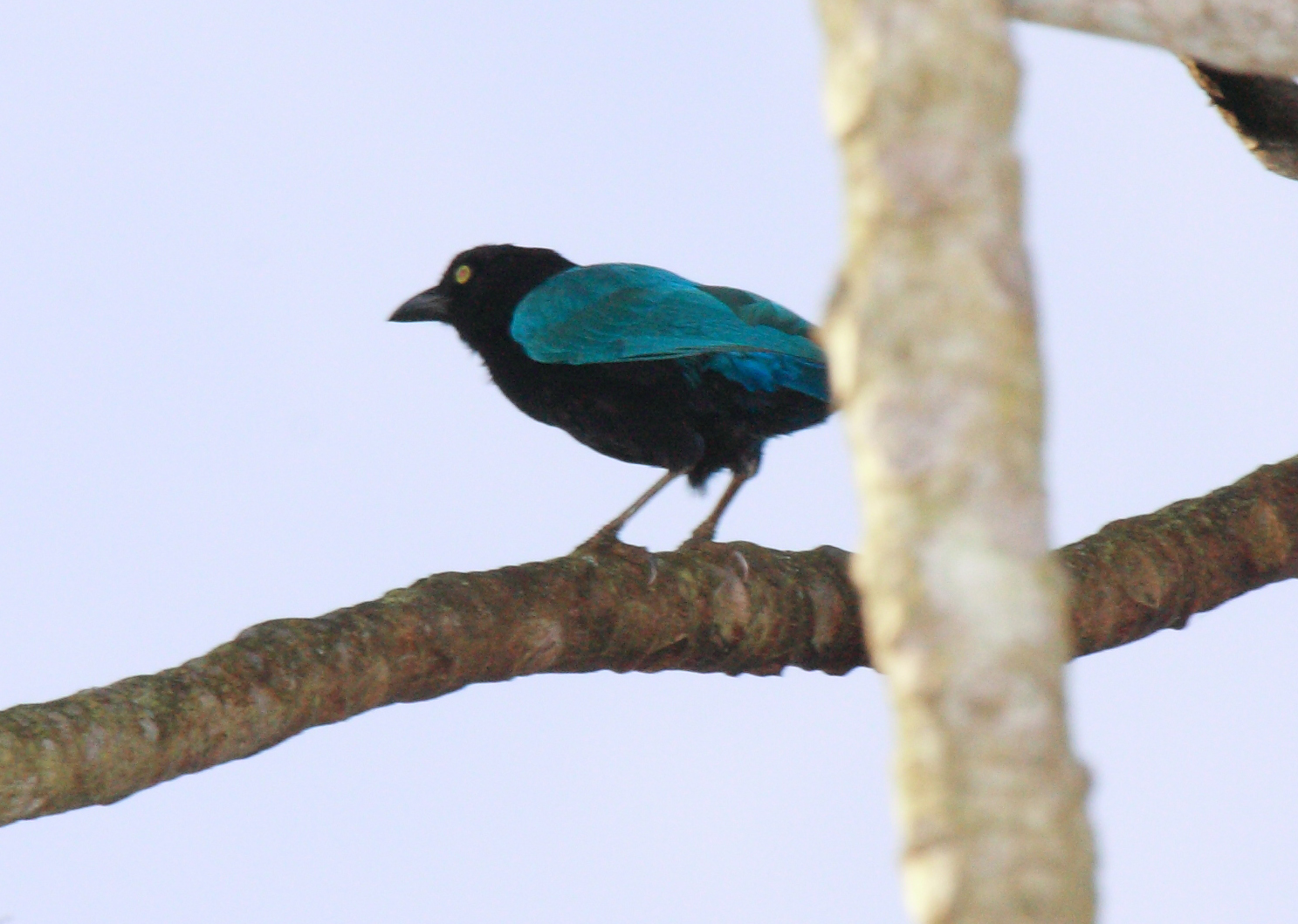
Esemplare in natura.

La ghiandaia di San Blas è endemica del Messico, del quale popola la fascia costiera sud-occidentale, dal Nayarit sud-occidentale al Guerrero centrale, attraverso le fasce costiere di Jalisco e Colima.

Si tratta di uccelli generalmente stanziali, tuttavia esemplari isolati in dispersione sono stati osservati a nord fino all'Arizona.
L'habitat di questi uccelli è costituito dai margini delle aree alberate: la ghiandaia di San Blas popola un vasto range di ambienti, che va dalle aree semiaride a quelle costiere semiumide, passando per i mangrovieti, le zone cespugliose e i palmeti delle aree urbane (in questi ultimi casi a condizione però che vi sia presenza di aree alberate nei dintorni, siano pure esse rappresentate da giardini, piantagioni o parchi).

## Tassonomia
Se ne riconoscono due sottospecie:
- Cyanocorax sanblasianus nelsoni (Bangs & Penard, 1919) - diffusa nella porzione centrale e occidentale dell'areale occupato dalla specie;
- Cyanocorax sanblasianus sanblasianus (Lafresnaye, 1842) - la sottospecie nominale, endemica del Guerrero;